# Династія Хонг-банг
Династія Хонг-банг (в'єт. Hồng Bàng, тьи-ном 鴻龐) чи Династія королів Хунгів (хунгвионгів), також відома під назвою «династія Лак» (Nhà Lạc, ня лак), — єдина відома напівміфічна династія, що правила, за деякими джерелами, з 2879 до 258 року до н. е. легендарним південним царством Ситькуї та створеними потім на його землях царством В'єттхионг і лакв'єтською державою Ванланг. Історію династії прийнято вести від міфічного Киньзионг-вионга (Kinh Dương Vương, 涇陽王, «король Кинь Зионг»), відомого також як Хунг Зионг, власне ім'я — Лок Тук (Lộc Tục, 祿續)).
Під час правління династії Хонг-банг з'явився титул «хунгвионг». У міфології сучасних в'єтів прийнято вести свій родовід від другого хунгвионга — Хунг Х'єна (міфічного напівдракона Лак Лонг Куана — сина Хунг Зионга / Киньзионг-вионга і «батька всіх в'єтів»). Всього прийнято налічувати 18 поколінь (або, можливо, династій) хунгвионгів. Хунгвионги були абсолютними монархами і, принаймні, теоретично, повністю контролювали всі землі і запаси. Династію хунгвионгів оточує безліч легенд, але історичного матеріалу з часу її правління дуже мало.
Словосполучення «хонг-банг» означає «величезний, ґрунтовний»; у зворотному порядку слів «банг-хонг» має значення «широкий, безкраїй, хаотичний», що синонімічне китайському поняттю хаосу.

## Додинастичний час
До появи династії Хонг-банг біля річок Ма і Хонгха перебували автономні села, які не мали управлінців. Племена жили в дуплах великих дерев і печерах, підтвердженням чому є наскельні малюнки. В'єтське суспільство було матріархальним, як і більшість суспільств Південно-Східної Азії та островів Тихого океану.

## Проголошення династії королів Хунгів (хунгвионгів)
Згідно з «Повним зібранням історичних записок Дайв'єта» Ндо Ші Льєна, більше ніж через тисячу років після приходу доісторичних в'єтів (пізня кам'яна доба) кочове населення збільшилося і поширилося в майбутніх межах країни. Біля річок Хонгха, Ка і Ма жили 15 зі ста в'єтських племен. Їхні землі простяглися від підніжжя гори Ба до підніжжя гори Тамбао. Один з ранніх вождів близько 2524 року до н. е. (за іншими джерелами, це було у VII ст. до н. е.) зумів об'єднати 15 племен, проголосив себе королем (Vương) і взяв ім'я Хунг Лан і титул «хунгвионг» (Hùng Vương), проголосивши династію хунгвионгів Хонг Банг, що веде родовід від міфічного Хунг Зионга — легендарного правителя південного царства Ситькуї, а себе Хунг Лан оголосив третім хунгвионгом. Свої землі третій хунгвионг назвав Ванланг (Văn Lang), а столицею зробив Фонгтяу (В'єтчі, провінція Футхо), місто на перетині трьох річок, де починається долина Хонгхи.
Продовжили династію спадкоємці третього хунгвионга, однак на 18-му поколінні вона перервалася, коли Ан Зионг-вионг завоював Ванланг. Під час правління останніх королів Хонг-банг пройшло безліч воєн.
Є записи про 18 правителів (або поколінь):
1. Хунг Зионг (Hùng Dương) (Киньзионг-вионг, власне ім'я — Лок Тук): 2879—2794 до н. е.
2. Хунг Х'єн (Hùng Hiền) (Лак Лонг Куан): 2793—2525 до н. е.
3. Хунг Лан (Hùng Lân): 2524—2253 до н. е.
4. Хунг В'єп (Hùng Việp): 2252—1913 до н. е.
5. Хунг Хі (Hùng Hy): 1912—1713 до н. е.
6. Хунг Хюї (Hùng Huy): 1712—1632 до н. е.
7. Хунг Т'єу (Hùng Chiêu): 1631—1432 до н. е.
8. Хунг Ві (Hùng Vỹ): 1431—1332 до н. е.
9. Хунг Дінь (Hùng Định): 1331—1252 до н. е.
10. Хунг Хі (Hùng Hy): 1251—1162 до н. е.
11. Хунг Чинь (Hùng Trinh): 1161—1055 до н. е.
12. Хунг Во (Hùng Võ): 1054—969 до н. е.
13. Хунг В'єт (Hùng Việt): 968—854 до н. е.
14. Хунг Ань (Hùng Anh): 853—755 до н. е.
15. Хунг Ч'єу (Hùng Triều): 754—661 до н. е.
16. Хунг Тао (Hùng Tạo): 660—569 до н. е.
17. Хунг Нгі (Hùng Nghị): 568—409 до н. е.
18. Хунг Зуе (Hùng Duệ): 408—258 до н. е.

## Організація
Хунг Лан заснував в'єтську державу, зважаючи на потребу у співпраці під час створення гідравлічних споруд і протистояння ворогам. Ванланг був примітивною суверенною державою, де хунгвионгу прислуговували придворні радники — лакхау (Lạc Hầu). Країну поділили на 15 «бо» (Bộ), кожним з яких правив лактионг (Lạc Tướng), який зазвичай належав до королівської родини. В бо влилися традиційні матріархальні села і сільськогосподарські угіддя, кожним бо керував «ботинь» (Bộ Chính), зазвичай — старійшина племені.

## Економіка
Економіка була заснована на поливному рисівництві, ремеслах, полюванні, збиранні, рибальстві. Добре було налагоджене лиття бронзи. Знамениті донгшонські барабани з бронзи, на яких зображували будинки, одяг, традиційні заняття, з'явилися близько 600 року до н. е. Хунгвионги правили за допомогою радників, які контролювали поселення навколо кожного зрошуваного поля, організовували будівництво і ремонт канав, регулювали подачу води.
Крім культивування рису, люди Ванлангу вирощували боби, горох, батат і зерно, банани, апельсини, мандарини, лічі, кокоси; овочі та баштанні культури: капусту, баклажани, кавуни. Тримали худобу, переважно, буйволів, курей і свиней. Мистецтва гончарства і плетіння з бамбука, робота зі шкірою і ткацтво з прядива, джуту і шовку досягло високого рівня. Вже в правління династії Хонг-банг в'єти вміли готувати рибний соус і бань чунги, а також чорнили зуби.
Транспортними засобами слугували довбані човни, на яких ходили річками і каналами.

## Донгшонська культура

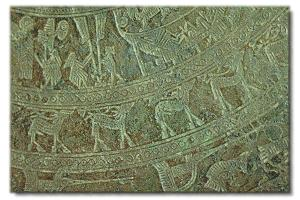
Зображення на бронзовому барабані

До 2000—1200 років до н. е. розвиток рисівництва та бронзового ливарства створили передумови для появи донгшонської культури, відомої своїми пишними ритуальними барабанами з бронзи. У Малайзії та Індонезії в барабанах простежується донгшонський вплив, що може означати автохтонність технологій бронзового лиття. На півночі країни знайдено багато невеликих мідних шахт. При цьому культура Донгшон не спеціалізувалася виключно на бронзі, оскільки її представники також виготовляли залізні предмети, а також обробляли вироби китайського походження. Люди даної культури перетворили дельту ріки Хонгха у великий регіон виробництва рису. Саме донгшонська культура вважається першою історичною цивілізацією Індокитаю.

## Кінець династії
Останній хунгвионг Ванлангу був переможений у 258 році до н. е. Тхук Фаном (Thục Phán, 蜀泮) — правителем аув'єтів. Тхук Фан завоював Ванланг і, взявши ім'я Ан Зионг-вионг («король Ан Зионг»), об'єднав лакв'єтів і аув'єтів, створивши Аулак. Столицею стала фортеця Колоа, розташована за 35 км від Ханоя. Коли племена гірських жителів аув'єтів і рівнинних лакв'єтів об'єдналися, утворений народ став іменуватися в'єтами.